# Papà, ho trovato un amico
Papà, ho trovato un amico (My Girl) è un film del 1991 diretto da Howard Zieff e interpretato da Dan Aykroyd, Jamie Lee Curtis, Anna Chlumsky e Macaulay Culkin.
Il titolo originale del film fa riferimento alla canzone del 1964 My Girl dei The Temptations, che infatti appare nel finale e viene citato nei titoli di coda del film, oltre ad apparire nel trailer in lingua inglese. In occasione dell'uscita del film la canzone è stata ripubblicata ed è stato anche realizzato un video promozionale in cui appaiono la band insieme ai protagonisti Chlusmky e Culkin.
È stato anche pubblicato un libro con il medesimo titolo, scritto da Patricia Hermes.
Il film ha avuto un sequel nel 1994 intitolato Il mio primo bacio, sempre diretto da Zieff.

## Trama
Estate 1972, Madison, Pennsylvania: Vera è la figlia undicenne di Harry, titolare di un'impresa di pompe funebri. La piccola, orfana di madre dalla nascita, trova nella nonna una figura materna, ma dopo che l'anziana donna è stata colta da demenza senile, la piccola Vera comincia a isolarsi in una sorta di ipocondria. Inizia a tormentare il dottore della città, giorno dopo giorno, dicendo di essere affetta dalle stesse malattie da cui si presentavano affette le salme dei defunti che ospitava il padre nel suo ambulatorio.
La piccola viene trattata con una certa freddezza dal papà e trova in Thomas J, suo coetaneo, vicino e miglior amico, l'unica persona con cui confidarsi. Il comportamento distaccato del padre andrà ad accentuarsi quando egli si innamorerà della sua nuova collaboratrice, Shelly, dapprima ben vista dalla piccola Vera. Quest'ultima trascorre le sue giornate estive con il piccolo Thomas, al quale confessa l'odio maturato per la nuova fiamma del padre e la cotta verso il proprio maestro di lingua inglese, che la spronerà a esprimere le sue forti emozioni nelle poesie.
Un giorno però il piccolo Thomas, affetto da gravi forme di allergia, dopo essersi inoltrato nel bosco per cercare l'anello che Vera aveva perso in precedenza, viene assalito da uno sciame di api e subisce una reazione allergica che lo uccide. Vera soffre moltissimo per la scomparsa del proprio amico (i due poco prima della tragedia si erano anche scambiati il primo innocente bacio) ed esplode in una forte reazione emotiva al suo funerale, complice lo shock della visione del corpo del ragazzo nella bara, per poi fuggire in lacrime, scappando di casa. Tornerà tra le mura domestiche solo a tarda sera. Superato lo shock della perdita grazie a Shelly, Vera si riavvicina al padre, il quale si scusa per il suo comportamento distaccato e ricomincia a trattarla con affetto. In seguito, Vera compone una commovente poesia in ricordo del suo amico che presenta al corso estivo del suo maestro, colpendo i presenti per la sua forza espressiva.
Il film si conclude poco dopo l'ottenimento della nomination repubblicana di Richard Nixon alle elezioni presidenziali.

## Edizione italiana
Il titolo italiano sembra richiamare Mamma, ho perso l'aereo, film di cui lo stesso Culkin era stato protagonista un anno prima, benché la trama di questa pellicola sia completamente diversa. Sotto questo aspetto viene in realtà commesso un errore alla base, perché mentre la versione italiana riprende evidentemente una frase espressa dal punto di vista di Vera, il titolo inglese fa invece riferimento, oltre che alla canzone, all'espressione che Thomas J, voce narrante, usa nel trailer originale ("She'll always be my girl").
Curiosamente, nella versione italiana il doppiaggio della Chlumsky venne affidato a Ilaria Stagni, che aveva invece appena doppiato proprio Culkin nel già citato film di successo "Mamma ho perso l'aereo" (ruolo che la doppiatrice riprenderà anche nel suo sequel Mamma ho riperso l'aereo: mi sono smarrito a New York); il doppiaggio di Culkin in questo film venne invece affidato a Simone Crisari.
Il nome della protagonista, in originale Vada, è stato cambiato in Vera nella versione italiana. Nel sequel Il mio primo bacio verrà invece variato in Leda.

## Produzione
La sceneggiatura del film venne affidata a Laurice Elehwany, che dopo aver ipotizzato vari titoli optò per My Girl nella primavera del 1991. L'ambientazione della storia fa riferimento ai borghi del sud ovest della Pennsylvania in cui Elehwany è cresciuta.
Culkin e Chlusmky vennero selezionati per i rispettivi ruoli di Vada e Thomas J nel gennaio 1991. Le riprese ebbero luogo a partire dal mese successivo nelle località di Bartow e Sanford, in Florida, e si conclusero a marzo.

## Accoglienza

### Distribuzione
Il film venne distribuito nelle sale cinematografiche statunitensi a partire dal 27 novembre 1991.

### Critica
Sul sito Rotten Tomatoes il film ottiene una percentuale di apprezzamento del 50% su una base di 21 recensioni. Su Metacritic invece il punteggio è di 56 su 100 nella sezione Mediascore su una base di 16 recensioni di critichi cinematografici, mentre il voto medio degli utenti è 8.2.

### Incassi
Il film fu realizzato con un budget di 17 milioni di dollari e si rivelò un successo al botteghino nazionale ed internazionale, con un incasso totale di 121.000.000 $.

## Riconoscimenti
- 1992 - Kid's Choice Awards[8]
  - Nomination Miglior Film
- 1992 - Chicago Film Critics Association Awards[8]
  - Nomination Attrice più promettente a Anna Chlumsky[8]
- 1992 - MTV Movie and Tv Awards[8]
  -  Miglior bacio  a Macaulay Culkin e Anna Chlumsky
  - Nomination Miglior Performance Rivelazione a Anna Chlumsky
  - Nomination Miglior Coppia a Macaulay Culkin e Anna Chlumsky
- 1993 - Young Artist Award[8]
  -  Attrice esordiente più promettente  a Anna Chlumsky
  - Nomination Miglior Film per Famiglie